# 圣布里吉德节
圣布里吉德节（英語：St Brigid's Day），又称为Imbolc、圣烛节（Candlemas），是一个凯尔特节日，以庆祝春天的到来。北半球的圣布里吉德节通常在2月1日或2日（旧历为2月12日），南半球则在8月1日。这一天大致在冬至与春分的中间。
中世纪时盖尔族爱尔兰就已在庆祝这一节日。Imbolc这一名称来称于爱尔兰神话阿尔斯特故事（Ulster Cycle）的一则故事Tochmarc Emire之中，Imbolc与Beltane、Lughnasadh、Samhain同为四个跨季节日（cross-quarter day）之一。该节日被认为可能是一个与女神布麗姬（Brigid，非圣布里吉德）有关的异教节日。
20世纪，威卡教、新德鲁伊教、凯尔特重建主义（Celtic reconstructionism）等新异教主义都重新将Imbolc日作为宗教节日。